# Manota ulu
Manota ulu är en tvåvingeart som beskrevs av Heikki Hippa 2006. Manota ulu ingår i släktet Manota och familjen svampmyggor. Inga underarter finns listade i Catalogue of Life.